# 杣之内火葬墓
杣之内火葬墓（そまのうちかそうぼ）は、奈良県天理市杣之内町にある奈良時代の火葬墓。史跡指定はされていない。

## 概要
奈良盆地東縁、園原町から幾坂池に伸びる丘陵の南斜面に位置する。1981年（昭和56年）にグラウンド建設に伴う発掘調査が実施されている。
直径10.36メートル・深さ1.5mの半円形の範囲を一旦掘り（1段目掘り方）、版築によって埋め戻したのち（上部構造は削平のため不明）、墓壙（2段目掘り方）を穿つことによって構築され、墓壙内に火葬骨を納めた木櫃を据える。版築は砂質土と粘土・粘質土を互層に積んだ堅固なものであり、墓壙は1.3メートル×1.4メートルの方形で深さ0.9メートルを測る。木櫃は、長さ67.9センチメートル・幅約45センチメートルのコウヤマキ製の刳抜式の身に、スギ製の板材の蓋を被せたものである。木櫃内からは火葬骨のほか銀製釵子が、木櫃外からは海獣葡萄鏡が出土している。
築造時期は、奈良時代の8世紀代と推定される（詳細な年代は不明）。被葬者は明らかでないが、周辺に分布する杣之内古墳群が物部氏（684年頃に石上氏に改姓）一族の墓群とみられるように、古墳群東縁に位置する本墓も石上氏の高位の貴族と推定され、具体的な被葬者としては石上麻呂（717年死去）とする説や石上宅嗣（781年死去）とする説が挙げられる。
なお、同一丘陵上では焼土壙3基が確認されており、一帯は中世期まで継続する墓域であったことが示唆される。

## 出土品

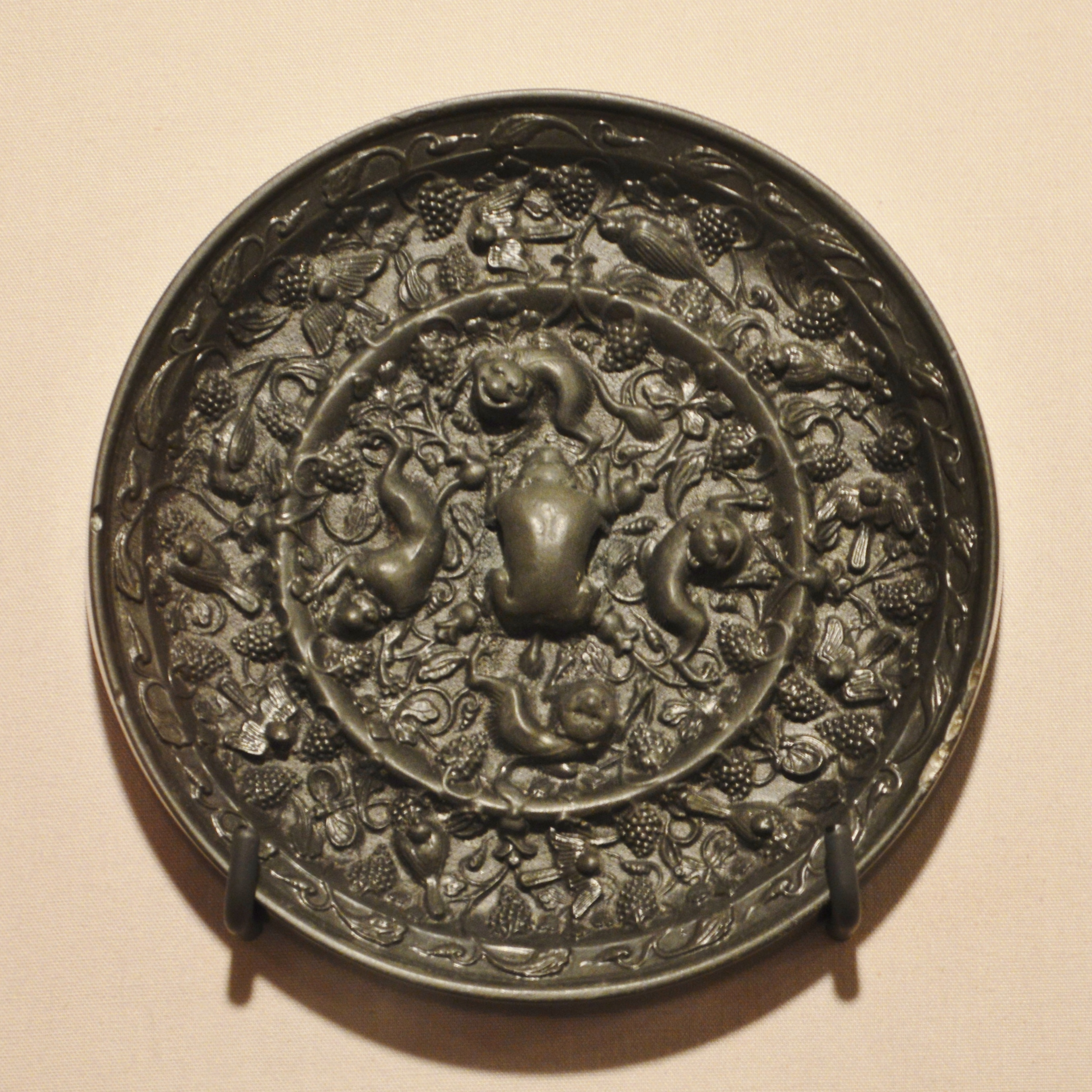
海獣葡萄鏡天理大学附属天理参考館展示。

- 銀製釵子 1点
木櫃内出土。長さ約10センチメートル。純度98.6パーセントの銀製であり、火葬の際の被熱によって一部が溶融している[1]。
- 海獣葡萄鏡 1面
木櫃外の墓壙南壁際出土。直径12.1センチメートル。銅67パーセント・スズ27パーセント・鉛4.8パーセントの白銅鏡であり、唐からの舶載品とされる。葡萄の蔓に覆われ、外区に鳥6羽、内区に鳥6羽・蝶2匹を配する。8世紀前半-中葉頃の作と推定される[1]。

以上のほか、版築・墓壙埋土から鉄釘・平瓦・須恵器・土師器の破片が出土しているが、火葬墓の年代決定に至る資料ではない。

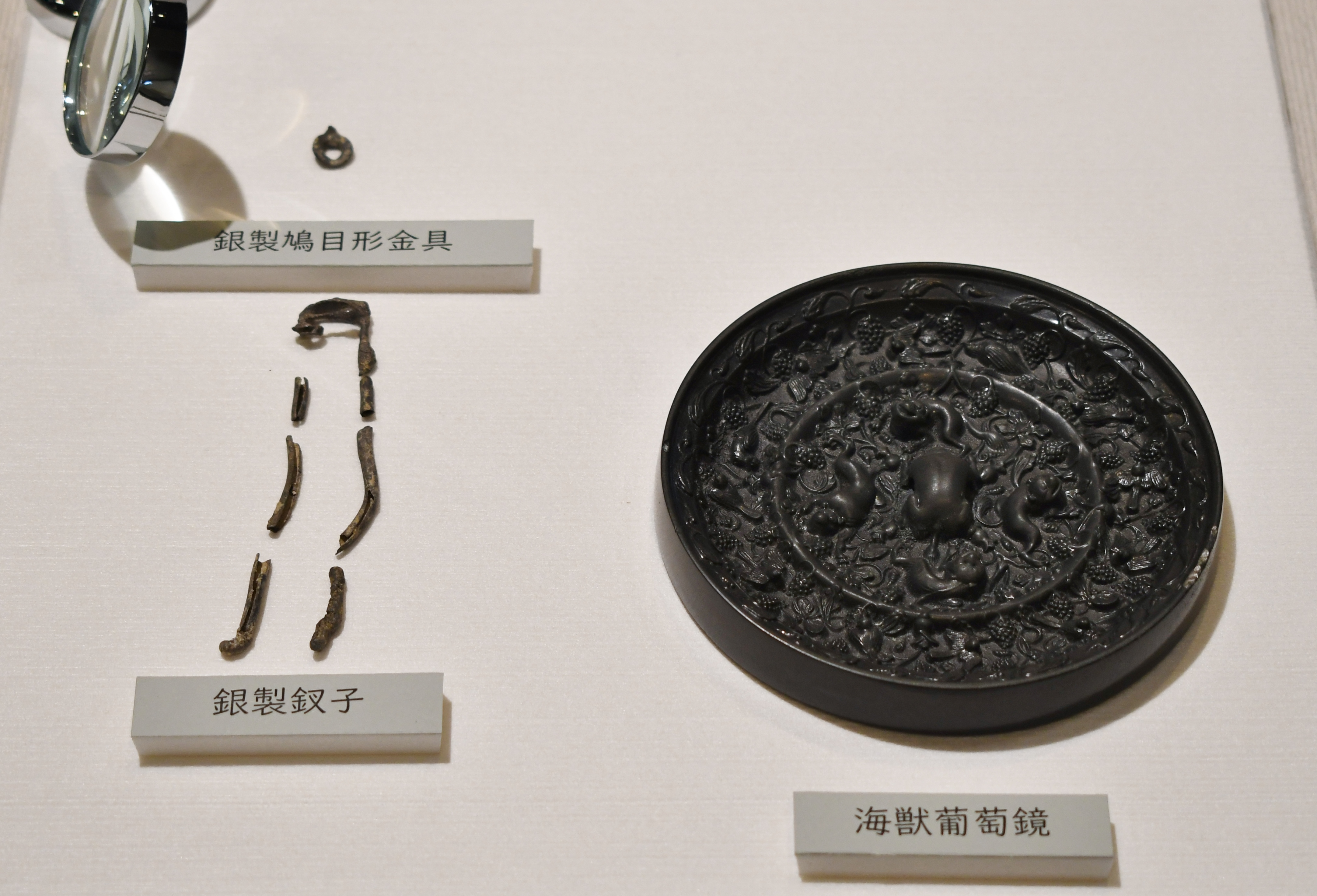
出土品 天理大学附属天理参考館企画展示時に撮影。

- 出土品
天理大学附属天理参考館企画展示時に撮影。

## 被葬者
石上氏系図
|  |  |  |  |  |  |  |  |  |  |  |  | 石上麻呂 （正二位左大臣、640-717年） |  |  |  |
|  |  |  |  |  |  |  |  |  |  |  |  |                                      |  |  |  |
|  |  |  |  |  |  |  |  |  |  |  |  | 石上乙麻呂 （従三位中納言、?-750年） |  |  |  |
|  |  |  |  |  |  |  |  |  |  |  |  |                                      |  |  |  |
|  |  |  |  |  |  |  |  |  |  |  |  | 石上宅嗣 （正三位大納言、729-781年） |  |  |  |

杣之内火葬墓の被葬者は明らかでないが、石上氏の高位の貴族と推定される。具体的な被葬者としては石上宅嗣とする説、石上麻呂とする説が挙げられる。
石上宅嗣（781年死去）説は、報告書刊行時からの説で、奈良時代当時の高位の人物として想定される。
石上麻呂（717年死去）説は、近年に挙げられた説である。杣之内火葬墓と小治田安萬侶火葬墓（奈良市）を比較した際に、杣之内火葬墓の方が規模が大きく高松塚古墳（明日香村、忍壁皇子（705年死去）の墓か）と同様の堅固な版築が採用されることから、養老5年（721年）の元明上皇による薄葬の詔以前の築造とみられる点、杣之内火葬墓の海獣葡萄鏡が高松塚古墳出土の海獣葡萄鏡とほぼ同時期のものとみられる点を根拠とする。

## 関連施設
- 天理大学附属天理参考館（天理市守目堂町） - 杣之内火葬墓出土の海獣葡萄鏡を展示。

## 関連文献
（記事執筆に使用していない関連文献）
- 『奈良県天理市杣之内火葬墓 -杣之内グラウンド用地調査報告書-』埋蔵文化財天理教調査団〈考古学調査研究中間報告第7〉、1983年。
  - 久野雄一郎「海獣葡萄鏡等の金属的調査」。
  - 置田雅昭「出土海獣葡萄鏡の様式」。
  - 近江昌司「奈良時代官人と杣之内火葬墓 -被葬者の問題-」。